# Tidsaxel över första världskriget
Detta är en tidsaxel över första världskriget.

## 1914
- 28 juni - Ärkehertig Franz Ferdinand skjuts i Sarajevo. Se skotten i Sarajevo.
- 23 juli - Österrike-Ungern lämnar en not med ultimativa krav på Serbien.
- 25 juli - Serbien mobiliserar och lämnar svar på noten som inte uppfyller samtliga krav. Österrike-Ungern avbryter de diplomatiska förbindelserna med Serbien.
- 28 juli - Österrike-Ungern förklarar krig mot Serbien.
- 29 juli - Ryssland inleder en allmän mobilisering.
- 30 juli - Tyskland kräver att Ryssland avbryter mobiliseringen.
- 31 juli - Tyskland hotar Ryssland med krig.
- 1 augusti - Tyskland mobiliserar och förklarar krig mot Ryssland. Frankrike mobiliserar.
- 2 augusti - Tyskland kräver fri passage genom Belgien i händelse av krig mot Frankrike.
- 3 augusti - Tyskland marscherar in i Belgien, förklarar krig mot Frankrike på grund av Schlieffenplanen.
- 4 augusti - Storbritannien förklarar krig mot Tyskland.
- 6 augusti - Österrike-Ungern förklarar krig mot Ryssland.
- 12 augusti - Storbritannien förklarar krig mot Österrike-Ungern.
- 23 augusti - Japan förklarar krig mot Tyskland.
- 2 november - Ryssland förklarar krig mot Turkiet.
- 6 november - Frankrike och Storbritannien förklarar krig mot Osmanska riket.

## 1915
- 24 april - Osmanska riket iscensätter Armeniska folkmordet i skuggan av första världskriget.
- 7 maj - Det brittiska passagerarfartyget Lusitania sänks av en tysk ubåt.
- 23 maj - Italien förklarar krig mot Österrike-Ungern.
- 27 augusti - Italien förklarar krig mot Osmanska riket.
- 14 oktober - Bulgarien går med i kriget på centralmakternas sida.

## 1916
- 21 februari - Slaget i Verdun
- 6 mars - Tyskland förklarar krig mot Portugal.
- 16 maj - Sykes-Picot-avtalet med planen för Storbritanniens och Frankrikes inbördes uppdelning av Osmanska rikets arabiska områden sluts i hemlighet.[1][2]
- 1 Juli - Slaget i Somme
- 27 augusti - Rumänien förklarar krig mot Österrike-Ungern.
- 28 augusti - Italien förklarar krig mot Tyskland.
- 21 november - Kejsar Frans Josef av Österrike avlider och efterträds av Karl I.

## 1917

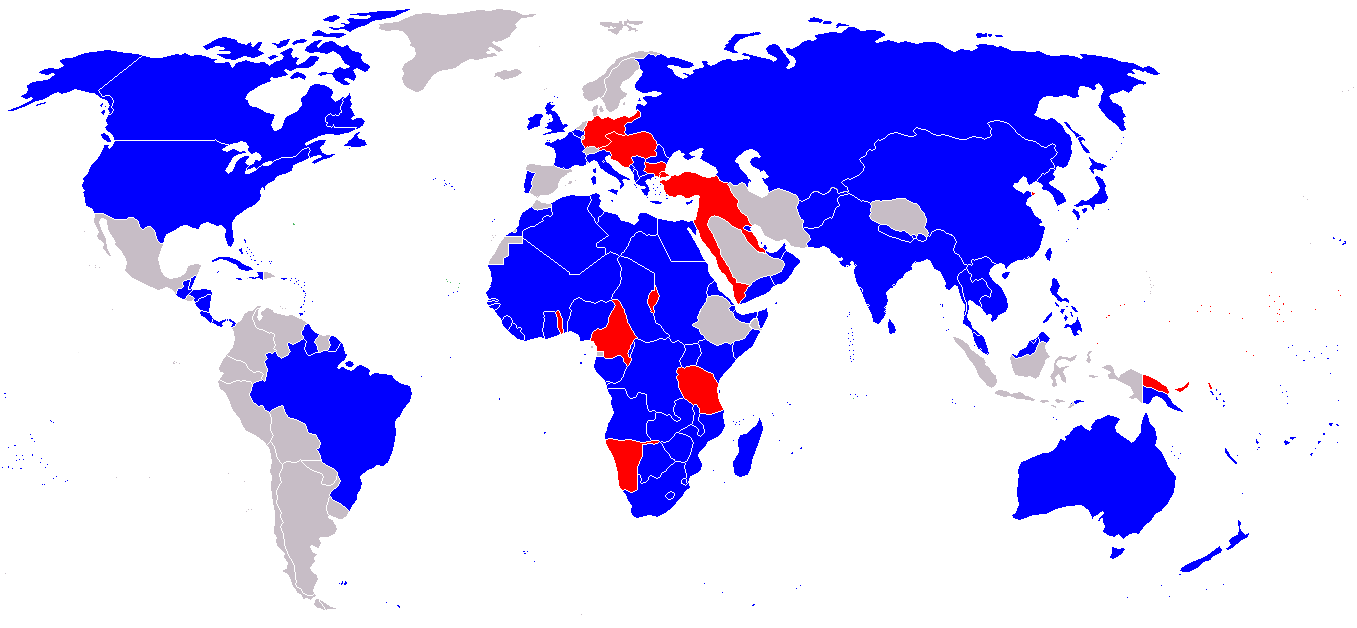
Länder som deltog i första världskriget:
- Ententen
- Centralmakterna

- 8 mars - Ryska revolutionen utbröts
- 15 mars - Tsar Nikolaj II abdikerar.
- 6 april - USA förklarar krig mot Tyskland.
- 10 april - Panama förklarar krig mot Tyskland.
- 4 augusti - Kuba och Liberia förklarar krig mot Tyskland.
- 14 augusti - Kina förklarar krig mot Tyskland och Österrike-Ungern.
- 26 oktober - Brasilien förklarar krig mot Tyskland.
- 7 december - USA förklarar krig mot Österrike-Ungern.
- 15 december - Vapenstillestånd på östfronten.

## 1918
- 12 mars - Freden i Brest-Litovsk mellan centralmakterna och Ryssland.
- 22 maj - Freden i Bukarest mellan centralmakterna och Rumänien.
- 20 april - Guatemala förklarar krig mot Tyskland.
- 25 maj - Costa Rica förklarar krig mot Tyskland.
- 29 september - Bulgarien kapitulerar.
- 30 oktober - Osmanska riket kapitulerar.
- 4 november - Vapenvila på den italienska fronten.
- 9 november - Kejsar Vilhelm II abdikerar.
- 10 november - Kejsar Karl I av Österrike abdikerar.
- 11 november - Vapenstillestånd på västfronten.

## 1919
- 28 juni - Freden i Versailles mellan ententen och Tyskland.
- 10 september - Freden i Saint-Germain mellan ententen och Österrike.
- 27 november - Freden i Neuilly mellan ententen och Bulgarien.

## 1920
- 4 juni - Freden i Trianon mellan ententen och Ungern.